# بيت حانون
بيت حانون هي مدينة فلسطينية تقع على الحافة الشمالية الشرقية لقطاع غزة. وفقًا للجهاز المركزي للإحصاء الفلسطيني، بلغ عدد سكان البلدة 52،237 نسمة في عام 2017. نتيجة للحرب المستمرة في غزة، أصبحت بيت حانون منطقة تحت نزاع عسكري بين إدارة حماس وإسرائيل. علاوة على ذلك، أصبحت المدينة خالية من السكان بالكامل، وتم تدمير جميع هياكلها تقريبًا أو أصبحت غير صالحة للاستخدام بسبب الأضرار البالغة. تقع بقايا بيت حانون بجانب مجرى نهر نحال حانون، على6 كيلومتر (3.7 mi) بعيدًا عن مدينة سديروت الإسرائيلية.

## تاريخ

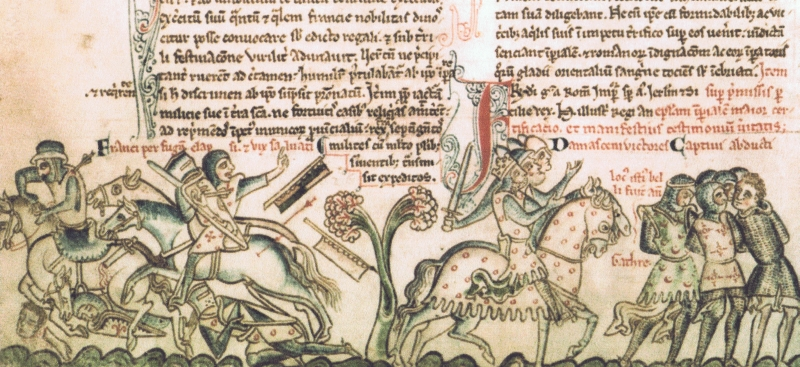
معركة بيت حانون عام 1239، بقلم ماثيو باريس

هزم الأيوبيون الصليبيين في معركة على تلة أم النصر، غرب بيت حانون مباشرة في عام 1239، وبنوا مسجد أم النصر ("مسجد أم الانتصارات") هناك إحياءً لذكرى النصر. وكان يوجد في بيت حانون أيضًا مكتب بريد مملوكي.

### العصر العثماني
تم دمج بيت حانون مع كامل فلسطين التاريخية في الإمبراطورية العثمانية في عام 1517، وظهرت في سجلات الضرائب لعام 1596 على أنها تقع في ناحية غزة، وهي جزء من سنجق غزة. كان عدد سكانها 36 أسرة مسلمة ودفعت معدل ضريبة ثابت بنسبة 33.3٪ على القمح والشعير والمحاصيل الصيفية وأشجار الفاكهة والإيرادات العرضية والماعز و / أو خلايا النحل؛ بإجمالي 9300 آقجة.
خلال القرنين السابع عشر والثامن عشر، شهدت منطقة بيت حانون عملية كبيرة من تراجع الاستيطان بسبب الضغوط البدوية على المجتمعات المحلية. انتقل سكان القرى المهجورة للبقاء على قيد الحياة في المستوطنات، لكن القرى المجاورة استمرت في زراعة الأرض. نجت قرية بيت حانون، وأطلق عليها بيير جاكوتين اسم دير نارون على خريطته التي تصور حملة نابليون على سوريا عام 1799.
في عام 1838، مر إدوارد روبنسون ووصف كيف كان الجميع مشغولين بحصاد القمح؛ وكان الحصادون في الحقول؛ وكانت الحمير والإبل تتحرك نحو منازلهم بأحمالها الثقيلة من الحزم؛ بينما أحصيت على البيدر بالقرب من القرية ما لا يقل عن ثلاثين عصابة من الماشية. وأشار أيضًا إلى أنها قرية مسلمة تقع في منطقة غزة. في مايو 1863، زار فيكتور غيران القرية. لقد لاحظ دلائل على وجود منشآت قديمة في شكل حجارة مقطوعة، وشظايا أعمدة، وقواعد بين الحدائق. وأشار أيضًا إلى أن عدد السكان يبلغ "400 نسمة". وجد سوسين من قائمة رسمية للقرى العثمانية تعود إلى عام 1870 تقريبًا أن بيت حانون بها 94 منزلًا ويبلغ عدد سكانها 294 نسمة. ومع ذلك، فإن تعداد السكان شمل الرجال فقط. وجد هارتمان أن بيت حانون بها 95 منزلاً.
في عام 1883، وصف مسحٌ أجرته مؤسسة أبحاث فلسطين (PEF) لغرب فلسطين القريةَ بأنها قريةٌ صغيرةٌ مبنيةٌ من الطوب اللبن، "محاطةٌ بالحدائق، وبئرٌ إلى الغرب. الأرضُ مستوية، وإلى الشرقِ بركةٌ بجانب الطريق".

### عصر الانتداب البريطاني

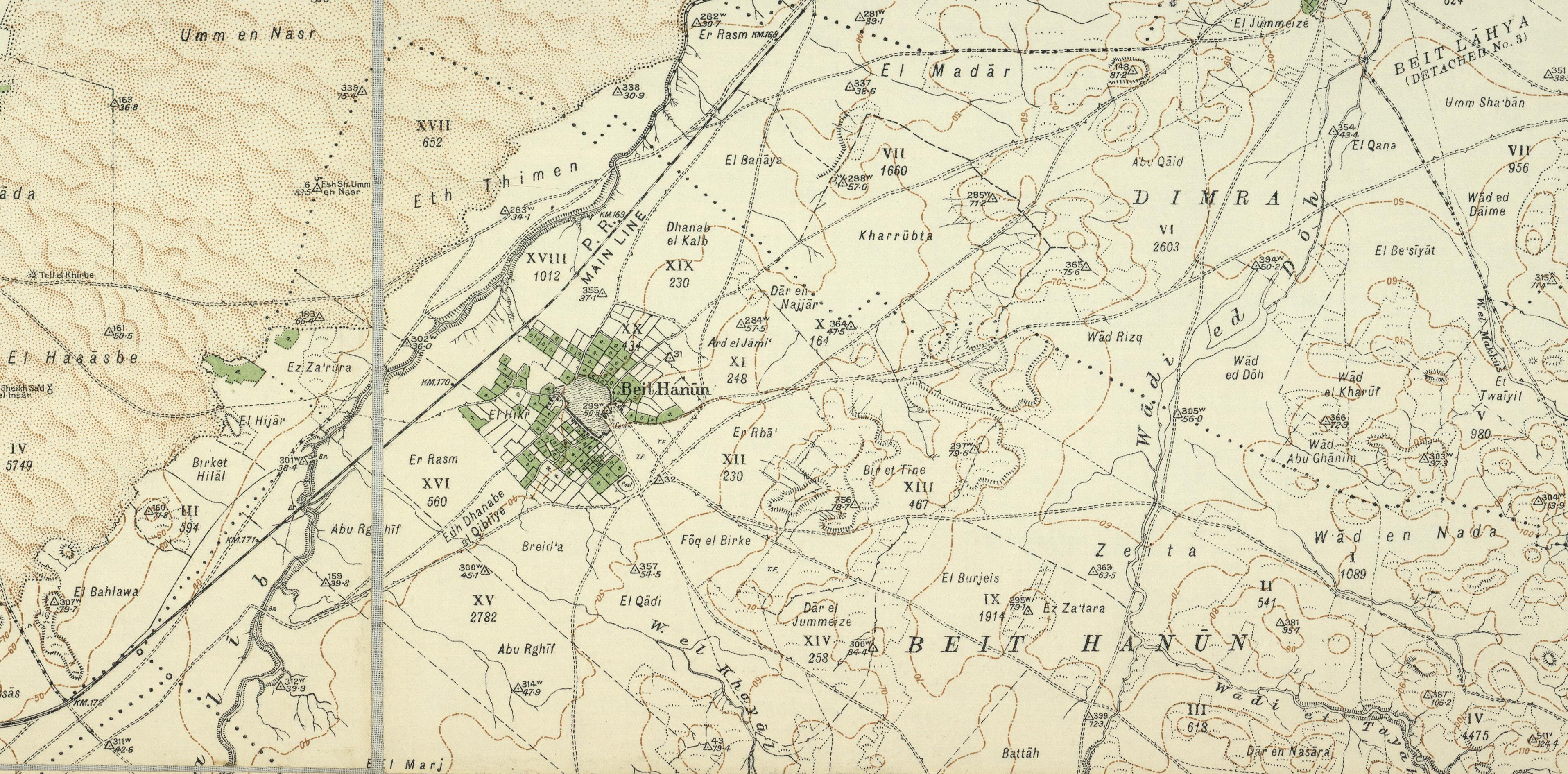
بيت حانون 1931 1:20،000

في تعداد فلسطين عام 1922 الذي أجرته سلطات الانتداب البريطاني، بلغ عدد سكان بيت حانون 885 نسمة، جميعهم مسلمون، وانخفض في تعداد عام 1931 إلى 849، جميعهم مسلمون أيضًا، في 194 منزلًا.

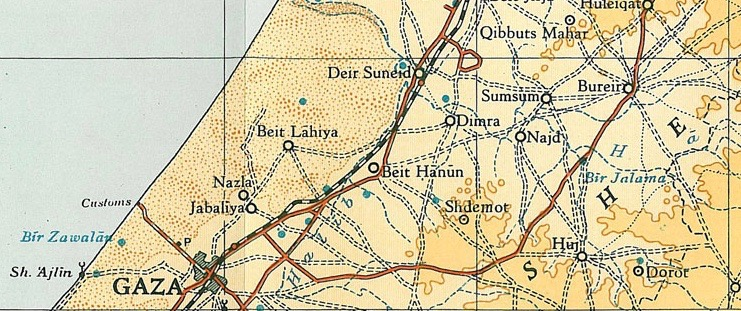
بيت حانون 1945 1:250،000

في إحصاءات عام 1945، بلغ عدد سكان بيت حانون 1680 مسلمًا و50 يهوديًا، وبلغت مساحة الأرض 20025 دونمًا، وفقًا لمسح رسمي للأراضي والسكان. ومن هذه المساحة، كانت 2768 دونمًا مزروعة بالحمضيات والموز، و697 دونمًا مزروعة بالمزارع والأراضي المروية، و13186 دونمًا مزروعة بالحبوب، في حين كانت 59 دونمًا أراضٍ مبنية.

### الحكم المصري

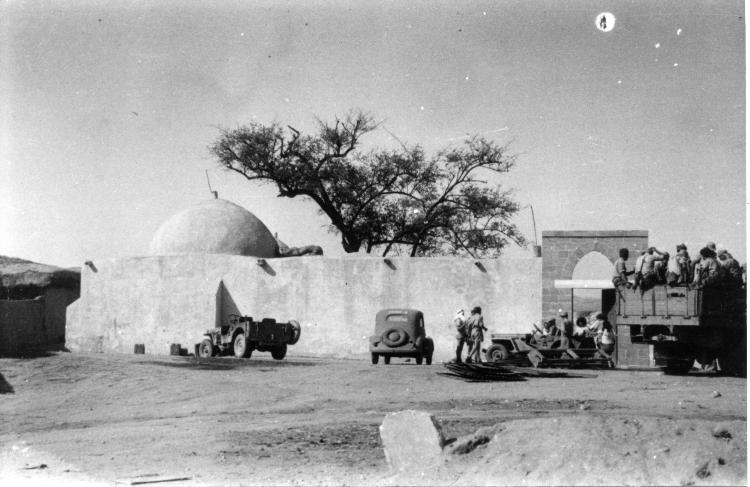
أعضاء لواء يفتاح بجانب مسجد، بيت حانون، 1948

في حرب 1948 العربية الإسرائيلية، كانت منطقة بيت حانون، وبيت حانون نفسها في وقت لاحق، بمثابة إسفين تكتيكي إسرائيلي (إسفين بيت حانون) لوقف تحرك الجيش المصري من عسقلان إلى القوات الواقعة جنوبًا في المنطقة التي أصبحت فيما بعد قطاع غزة.
خلال فترة الاحتلال، اشتكت مصر إلى لجنة الهدنة المشتركة من أن القوات العسكرية الإسرائيلية قصفت وأطلقت نيران رشاشاتها على قريتي عبسان الكبيرة وبيت حانون العربيتين في الأراضي الخاضعة للسيطرة المصرية في قطاع غزة يومي 7 و14 أكتوبر/تشرين الأول 1950. وبحسب مصر فإن هذه العملية أدت إلى مقتل سبعة مدنيين وإصابة عشرين آخرين.

### الاحتلال الإسرائيلي

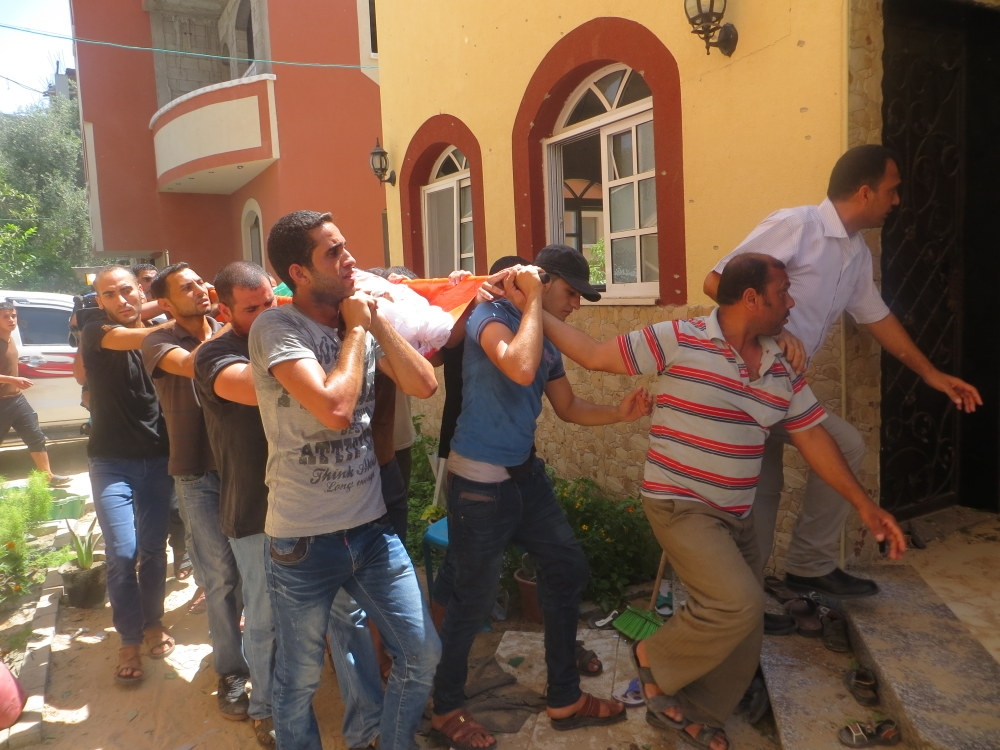
جثة شخص قتل في منزل عبد الحافظ حمد. قُتل ستة أفراد من عائلة واحدة عندما تم قصف منزلهم ليلة 8 يوليو 2014، انظر منزل عائلة حمد

وفقًا للسلطة الفلسطينية، قُتل 140 فلسطينيًا على يد القوات الإسرائيلية في بيت حانون من سبتمبر 2000 إلى نوفمبر 2006.
حاصر الجيش الإسرائيلي بيت حانون من 15 مايو إلى 30 يونيو 2003، وخلال تلك الفترة هدم عشرات المنازل، وجرف مساحات واسعة من الأراضي الزراعية، ودمر إلى حد كبير البنية التحتية المدنية للبلدة. خلال الهجوم على بيت حانون عام 2004، حوصرت البلدة لمدة 37 يوماً. وأسفرت العملية عن مقتل نحو 20 فلسطينيا، وإلحاق أضرار جسيمة بالممتلكات والبنية التحتية. لقد تعرضت البنية التحتية لبيت حانون لأضرار بالغة أثناء اجتياح القوات الإسرائيلية لها في عام 2005.

### الإدارة الفلسطينية
وفي أعقاب إجلاء المستوطنين الإسرائيليين من غزة في أغسطس/آب 2005، قُتل 19 مدنياً فلسطينياً في قصف بيت حانون عام 2006. وفي ديسمبر/كانون الأول 2006، عينت الأمم المتحدة لجنة لتقصي الحقائق برئاسة رئيس أساقفة الكنيسة الأنجليكانية ديزموند توتو للتحقيق في الهجوم. وعلى الرغم من الصعوبات الأولية التي واجهتها اللجنة في الوصول إلى المنطقة عبر إسرائيل، إلا أنها تمكنت في نهاية المطاف، بقيادة الباحثة القانونية كريستين تشينكين ورئيس أساقفة جنوب أفريقيا ديزموند توتو، من دخول غزة عبر مصر. وخلص التقرير النهائي الذي قدمه توتو إلى مجلس حقوق الإنسان التابع للأمم المتحدة إلى أنه "في غياب تفسير قوي من الجيش الإسرائيلي ـ الذي يملك وحده الحقائق ذات الصلة ـ يتعين على البعثة أن تخلص إلى أن هناك احتمالاً بأن يشكل قصف بيت حانون جريمة حرب ".
في 27 مارس 2007، غمرت مياه الصرف الصحي ضاحية أم النصر الشمالية في بيت حانون، مما أدى إلى مقتل خمسة أشخاص.
تعرضت بلدة بيت حانون للقصف بالقذائف والصواريخ عدة مرات خلال الصراع بين إسرائيل وغزة عام 2014. أدى قصف إسرائيلي لمدرسة ابتدائية تابعة للأونروا إلى مقتل ما بين 11 إلى 15 شخصًا، بما في ذلك النساء والأطفال. وزعمت قوات الاحتلال الإسرائيلية أن "جيش الاحتلال الإسرائيلي واجه نيرانًا كثيفة في محيط المدرسة، بما في ذلك صاروخ مضاد للدبابات. أن قذيفة هاون طائشة سقطت بالفعل في ساحة المدرسة الفارغة".

### حرب إسرائيل وحماس
تقدمت القوات الإسرائيلية نحو المدينة في 27 أكتوبر 2023. وبحلول 12 نوفمبر/تشرين الثاني، تقدمت قوات الاحتلال الإسرائيلية إلى ما وراء المدينة، إلا أنها استمرت في التعرض للهجمات خلف خطوط المواجهة بسبب وجود مستمر لسرايا القدس ونشطاء القسام. نتيجة لحملات القصف المكثف والغزو البري، يُعتقد أن بيت حانون أصبحت خالية من السكان ومدمرة بالكامل، وكان الدمار واسع النطاق لدرجة أنه تم وصفها بأنها "لم تعد موجودة". في 18 ديسمبر 2023، أفادت التقارير أن القوات الإسرائيلية سيطرت بشكل كامل على بيت حانون ودمرت كتيبة بيت حانون التابعة لحماس.
ومع ذلك، زعمت وسائل الإعلام المحلية أن القوات الإسرائيلية غادرت بيت حانون في 24 ديسمبر/كانون الأول بسبب القتال الفلسطيني المتبقي في المدينة. ولم تؤكد وسائل الإعلام المستقلة انسحاب قوات الجيش الإسرائيلي. وقد شوهد مدنيون وهم يمزقون الأعلام الإسرائيلية التي كانت ترفرف في المدينة في أواخر شهر ديسمبر/كانون الأول.
في 6 فبراير 2024، أفادت التقارير أن جيش الاحتلال الإسرائيلي كان يعمل مرة أخرى في بيت حانون وأن القوات حددت "أربعة عناصر إرهابيين يحاولون إنشاء بنية تحتية للمراقبة في محاولة لاستعادة قدرات جمع المعلومات الاستخباراتية" في بيت حانون وشنت ضربة ضدهم.
في 31 مايو 2024، انسحبت قوات الاحتلال الإسرائيلية مرة أخرى من بيت حانون بعد عملية استمرت 20 يومًا والتي مثلت نهاية معركة جباليا.

## المؤسسات التعليمية والصحية
كان في بيت حانون اثنتا عشرة مدرسة ثانوية وابتدائية وزراعية وكلية زراعية تابعة لجامعة الأزهر بغزة. كان هناك مركز طبي ومستشفى في المدينة والعديد من العيادات التي تديرها الأمم المتحدة في الغالب. وقد أصبحت جميعها غير صالحة للاستخدام أو تعرضت للتدمير خلال حرب غزة.

## التركيبة السكانية
في عام 1922، بلغ عدد سكان بيت حانون 885 نسمة. في عام 1931، انخفض عدد السكان قليلاً إلى 849. ثم ارتفع عدد السكان إلى 946 في عام 1938. حتى هذه النقطة كان السكان مسلمين بالكامل. ارتفع عدد السكان مرة أخرى بحلول عام 1945 إلى 1730 (1680 مسلمًا و50 يهوديًا). في عام 1961، ارتفع عدد السكان إلى 3876.
ينحدر سكان بيت حانون من أصول مختلفة، بما في ذلك أشخاص من مصر، وأكراد من الخليل، وحوران (جنوب غرب سوريا)، والأردن، والمجتمعات البدوية.
وفي أول تعداد رسمي أجراه الجهاز المركزي للإحصاء الفلسطيني، بلغ عدد سكان بيت حانون 20،780 نسمة. كان أكثر من 90% من السكان من اللاجئين الفلسطينيين. وكان عدد الذكور 10،479 وعدد الإناث 10،301. شكل الأشخاص الذين تبلغ أعمارهم 14 عامًا أو أقل الأغلبية بنسبة 65.6٪، والأشخاص الذين تتراوح أعمارهم بين 20 و 44 عامًا كانوا 26.8٪، والأشخاص الذين تتراوح أعمارهم بين 45 و 64 عامًا كانوا 5.7٪، والمقيمون الذين تزيد أعمارهم عن 65 عامًا كانوا 1.9٪.
اعتبارًا من منتصف ديسمبر 2023، نتيجة لحرب غزة، تم إخلاء بيت حانون بالكامل من السكان، وتم تدمير جميع هياكلها تقريبًا أو أصبحت غير صالحة للاستخدام بسبب الأضرار البالغة.

## التعليم
يشكل التعليم سمة أساسية من سمات المدينة، ويلقى اهتماما كبيرا من كافة السكان. حيث يوجد في المدينة العديد من المدارس التي تنقسم من حيث الجهة المشرفة عليها إلى قسمين.
1- مدارس وكالة الغوث الدولية: وتغطى المرحلتين الابتدائية والإعدادية، حيث يوجد في مدينة بيت حانون 8 مدارس تابعة لوكالة الغوث الدولية.
2- مدارس حكومية: حيث يوجد في مدينة بيت حانون 4 مدارس حكومية وتشرف عليها وزارة التربية والتعليم وتوجد بها مدرسة بيت حانون الثانوية الزراعية المشتركة وهي المدرسة الوحيدة في قطاع غزة، وكلية الزراعة تابعة لجامعة الأزهر.
3- رياض الأطفال: يوجد في مدينة بيت حانون 10 روضات موزعة بشكل عشوائي منها رياض أطفال تابعة لجمعيات خيرية ومنها تابعة لقطاع خاص.
وتفتقر المدينة للمؤسسات التعليمية الأكاديمية مثل الكليات والمعاهد ومراكز التعليم المستمر.
ومن أهم المشاكل التي تعاني منها المدينة في قطاع التعليم هو النقص الحاد في عدد المدارس، ويعاني طلاب المدينة من ازدحام شديد داخل الفصول بسبب العدد الكبير في الفصل الواحد، ونظام الدوام المسائي حيث تفتح المدارس أبوابها لفترتين صباحية ومسائية لتفي بحاجة الطلاب والذين يتجاوز عددهم 11000 طالباً وطالبة في جميع المراحل.
اما المعلم الأول في البلدة فكان موسى توفيق عبد الهادي حمد وكان المختار الأول أيضا لهذه البلدة.

## الصحة
يوجد في مدينة بيت حانون عدد من المرافق الصحية تقدم خدماتها للسكان فمنها عيادة تابعة لوكالة الغوث الدولية وخدماتها محدودة لاعتبارها مستوصفاً يعمل ستة أيام اسبوعياً بدوام صباحي فقط. وهناك مركز شهداء بيت حانون الطبي التابع لوزارة الصحة وهو مخصص للرعاية الأولية وعيادة عزبة بيت حانون التابعة لوزارة الصحة، كما ويوجد في المدينة مستشفيان هما مستشفى بيت حانون الذي تم افتتاحه عام 2007. ومستشفي عسكري (بلسم) التابع للخدمات الطبية العسكرية ويقدم خدماته للعاملين في الأجهزة الأمنية الفلسطينية وهناك عيادة بسيطة تتبع لإتحاد لجان العمل الصحي (مركز القدس الطبي) وأخر مركز لرعاية المعاقين تشرف عليه الإغاثة السويدية.

## الرياضة
مدينة بيت حانون تعاني من ضعف الأنشطة الرياضية فقد ضعفت هذه النشطة في السنوات الأخيرة بسبب ظروف الانتفاضة، كما وأنه يوجد بالمدينة ناديان رياضيان هما:
1- نادي شباب بيت حانون الأهلي.
2- نادي بيت حانون الرياضي.
علما بأن هذه النوادي لا تفي بالحاجة الماسة الموجودة لدى السكان لافتقارها للساحات المناسبة لمزاولة الأنشطة والتمارين الرياضية، ولا يوجد أي مراكز شبابية أخرى.
كما أنشا خلال شهر حزيران 2009 حوض للسباحة طولة تقريبا 20م وعرض 10م
وذلك كترفيه للشباب في نادي بيت حانون الرياضي وقد دمر أيضا من قبل الاحتلال الا انه أعيد تأهيله مجددا وأيضا، يوجد في بيت حانون نادى لألعاب كمال الأجسام يملكه أحد المواطنيين في منطقة الزيتون في المدينة.

## الوضع البيئي
- تعاني مدينة بيت حانون من مشاكل بيئية متعددة، تعود لأسباب كثيرة منها:
- النهضة العمرانية في المدينة التي ينتج عنها تراكم مخلفات البناء.
- تكدس نفايات المنازل المدمرة والمخلفات الناتجة عن تجريف الأراضي والمنشآت والمزارع والسيارات.
- وجود مكبات نفايات قديمة مهجورة لم يتم معالجتها والتخلص منها.
- عدم استكمال شبكة الصرف الصحي في بعض المناطق والأحياء.
- نقص مساحة الأراضي في المناطق الصناعية وازدحام هذه المنطقة.
- ارتفاع نسبة النترات في مياه الشرب.
- ارتفاع درجة الحرارة بمعدل 4 درجات عن المعدل الطبيعي بسبب التعدي على الأشجار، والبناء العشوائي وغير المنظم لذلك فالمدينة بحاجة إلى إعادة تشجير الأراضي ودعم المشاريع التي تعتنى باقامة الحدائق العامة والمتنزهات وتشجير الشوارع والطرقات.

## الزراعة
تعد مدينة بيت حانون مدينة زراعية فمعظم سكانها يعتمدون على الزراعة وفلاحة الأرض لكسب قوتهم، فأشهر ما كالنت تمتاز به المدينة زراعة الحمضيات والخضراوات والتي تمد المدينة والمناطق المجاورة لها بالخضراوات الطازجة التي تحتاجها وتشكل المساحة المخصصة للزراعة نسبة 45% من إجمالي مساحة المدينة إلا أنه في الواقع الحالي فالمدينة أصبحت جرداء نتيجةً العدوان المستمر الذي يقوم به الاحتلال الإسرائيلي حيث قام بتجريف خلال الانتفاضة الحالية بتجريف 7500 من الأراضي المدينة وجميعها أراض زراعية.

## الصناعة
وفي أعقاب إجلاء المستوطنين الإسرائيليين من غزة في أغسطس/آب 2005، قُتل 19 مدنياً فلسطينياً في قصف بيت حانون عام 2006. وفي ديسمبر/كانون الأول 2006، عينت الأمم المتحدة لجنة لتقصي الحقائق برئاسة رئيس أساقفة الكنيسة الأنجليكانية ديزموند توتو للتحقيق في الهجوم. وعلى الرغم من الصعوبات الأولية التي واجهتها اللجنة في الوصول إلى المنطقة عبر إسرائيل، إلا أنها تمكنت في نهاية المطاف، بقيادة الباحثة القانونية كريستين تشينكين ورئيس أساقفة جنوب أفريقيا ديزموند توتو، من دخول غزة عبر مصر. وخلص التقرير النهائي الذي قدمه توتو إلى مجلس حقوق الإنسان التابع للأمم المتحدة إلى أنه "في غياب تفسير قوي من الجيش الإسرائيلي ـ الذي يملك وحده الحقائق ذات الصلة ـ يتعين على البعثة أن تخلص إلى أن هناك احتمالاً بأن يشكل قصف بيت حانون جريمة حرب ".
يوجد في المدينة منطقة صناعية على مساحة 261 دونم وهذه المنطقة يوجد بها عدد من المصانع والورش الخفيفة ويعمل بها عدد 200 عامل تقريباً وأهم الصناعات في هذه المنطقة (صناعة الخرسانة – البلاط – الأقمشة – البلاستيك – الأدوية ومستحضرات التجميل). كذلك يقع في المدينة العديد من ورش الحدادة والنجارة الخاصة وهي ورش بسيطة تقوم بأعمال يومية ولا يتعدى نشاطها خارج المدينة.

## روابط خارجية
- مرحباً بكم في مدينة بيت حانون
- مسح غرب فلسطين، الخريطة رقم 19: سلطة الآثار الإسرائيلية، ويكيميديا كومنز